# ميكي (هيوغو)
مدينة ميكي (بالإنجليزية: Miki)‏ هي أحد المدن التابعة لمحافظة هيوغو. تأسست رسميًا في 01/06/1954. ويقدر عدد سكانها بـ 83244 نسمة حسب تقدير مكتب الإحصاء الياباني لعام 2012. تبلغ مساحة ميكي 176.58 كم2. بكثافة سكانية تبلغ 471 نسمة/كم2.

## توأمة
لميكي (هيوغو) اتفاقيات توأمة مع:
- فيساليا

## أعلام
- تاكاشي شيميزو